# Вальмондуа
Вальмондуа (фр. Valmondois) — муниципалитет во Франции, в регионе Иль-де-Франс, департамент Валь-д'Уаз. Население — 1 250 человек (2005).
Муниципалитет расположен на расстоянии около 30 км северо-западнее Парижа, 12 км северо-восточнее Сержи.
Является членом движения «Медленный город» (итал.  Cittaslow).

## Демография
Динамика населения (Cassini и INSEE):